# Símbol astrològic
Els símbols astrològics són imatges usades en diversos sistemes astrològics per designar objectes rellevants. Alguns dels símbols de l'astrologia occidental es mostren a sota.

## Història i origen
Els símbols per als planetes clàssics, signes del zodíac, aspectes i fases lunars apareixen ja en codis romans d'Orient. En els papirs dels horòscops grecs es representen amb un glif encerclat.

Els símbols per al planeta Urà i el planeta Neptú es van crear poc després del seu descobriment. Per Urà hi dues variants del símbol. Un símbol, , va ser inventat per J. G. Köhler i refinat per Bode, combinació dels símbols pel platí, el ferro, ♂, i l'or, ☉. L'altre símbol per Urà, , va ser suggerit per Lalande el 1784. Quan es va descobrir Neptú es va proposar el familiar trident del déu com a símbol del planeta.

## Significat dels símbols
En els planetes astrològics, normalment (però no sempre) els glifs parteixen d'elements comuns: un cercle denota esperit; un creixent, la ment; una creu, matèria física, i una fletxa significa acció o direcció.
| Nom     | Símbol | Imatge           | El símbol representa                                      | Significat del símbol                                                    |
| ------- | ------ | ---------------- | --------------------------------------------------------- | ------------------------------------------------------------------------ |
| Sol     | ☉      | Sol              | Símbol solar (guió encerclat])                            | Esperit diví (cercle) que envolta el potencial de llavor                 |
| Lluna   | ☽      | Primer quart     | Creixent lunar                                            | Ment o evolució de l'esperit humà a través de la receptivitat (creixent) |
| Mercuri | ☿      | Mercury          | Escut alat de Mercuri                                     | Ment, esperit diví i matèria)                                            |
| Venus   | ♀      | Venus            | Mirall de Venus.                                          | Esperit diví sobre la matèria                                            |
| Terra   | 🜨      | Terra            | Terra; un símbol solar (creu solar)                       | Planeta Terra — les direccions cardinals                                 |
| Mart    | ♂      | Mart             | Escut i llança de Mart.                                   | Conducció sobre l'esperit diví                                           |
| Ceres   | ⚳      | Ceres            | La falç (cap avall), emblema de la deessa Ceres.          | Una falç estilitzada.                                                    |
| Júpiter | ♃      | Júpiter          | Júpiter, un tro o àguila                                  | Ment alçant-se sobre l'horitzó                                           |
| Saturn  | ♄      | Saturn           | Falç de Saturn                                            | La matèria que supera la ment i l'esperit humà                           |
| Urà     | ♅      | Urà              | H un símbol pres del cognom del seu descobridor, Herschel | Forma una antena que usa la matèria com una manera de visió.             |
| Urà     | ⛢      | Urà              | Deriva de la combinació dels símbols de Mart i el Sol.    |                                                                          |
| Neptú   | ♆      | Neptú            | Trident de Neptú                                          | Ment i receptivitat                                                      |
| Plutó   | ⯓      | Plutó (alternat) | Modificació del símbol astrològic de Neptú                | Ment transcendent la matèria                                             |
| Plutó   | ♇      | Plutó            | PL monograma per Pluto i Percival Lowell                  | Símbol astronòmic sovint usat astrològicament                            |

### Signes del zodíac
| Nom         | Significat | Símbol | Imatge | El símbol representa                     |
| ----------- | ---------- | ------ | ------ | ---------------------------------------- |
| Aries       | Carner     | ♈︎     |        | Cara i banyes del carner                 |
| Taurus      | Brau       | ♉︎     |        | Cara i banyes del brau                   |
| Gemini      | Bessons    | ♊︎     |        | Company                                  |
| Cancer      | Cranc      | ♋︎     |        | Pinces de cranc                          |
| Leo         | Lleó       | ♌︎     |        | Cap i melena de lleó                     |
| Virgo       | Verge      | ♍︎     |        | Garba d'ordi                             |
| Libra       | Balança    | ♎︎     |        | Balança                                  |
| Scorpio     | Escorpí    | ♏︎     |        | Fibló d'escorpí                          |
| Sagittarius | Arquer     | ♐︎     |        | Fletxa del centaure                      |
| Capricornus | Cabra      | ♑︎     |        | Cap i cos de cabra amb la cua d'un peix. |
| Capricornus | Cabra      | ♑︎     |        | Cap i cos de cabra amb la cua d'un peix. |
| Aquarius    | Castor     | ♒︎     |        | Onades d'aigua                           |
| Piscis      | Peix       | ♓︎     |        | Dos peixos enllaçats                     |

### Fases lunars
| Nom                | Símbol | Imatge             | Explicació                                           |
| ------------------ | ------ | ------------------ | ---------------------------------------------------- |
| Lluna nova         | 🌑︎     | Lluna nova         | Lluna nova o arc soli-lunar de 0°-45°.               |
| Creixent lunar     | 🌒︎     | Creixent lunar     | Creixent lunar o arc soli-lunar de 45°-90°.          |
| Primer quart lunar | 🌓︎     | Primer quart lunar | Primer quart lunar o un arc soli-lunar de 90°-135°.  |
| gibbous moon       | 🌔︎     | Lluna gibosa       | Lluna gibosa o un arc soli-lunar de 135°-180°.       |
| Lluna plena        | 🌕︎     | Lluna plena        | Lluna plena o un arc soli-lunar de 180°-225°.        |
| Lluna disseminant  | 🌖︎     | Lluna disseminant  | Arc soli-lunar de 225°-270°.                         |
| Darrer quart lunar | 🌗︎     | Darrer quart lunar | Darrer quart lunar o un arc soli-lunar de 270°-315°. |
| Lluna balsàmica    | 🌘︎     | Lluna balsàmica    | Arc soli-lunar de 315°-360°.                         |